# Ernest Black
Ernest D. Black, född i Skottland, död 1931, var en brittisk tennisspelare och deltagare i det första brittiska Davis Cup-laget 1900.
Det allra första mötet i den internationella tennisturneringen Davis Cup gick av stapeln på gräsbanorna i Longwood, Boston USA. Endast 2 lag ställde upp i denna premiäromgång, ett lag från USA med initiativtagaren och grundaren Dwight F. Davis tillsammans med Holcombe Ward och Malcolm Whitman. Det brittiska tennisförbundet hade för detta möte inte nominerat det bästa tänkbara laget (bröderna Doherty), utan istället den brittiske femterankade Arthur Gore tillsammans med den sjätterankade Ernest Black och den på trettonde plats rankade Herbert Roper Barrett. 
Britterna reste över Atlanten med ångaren "Campania" och infann sig i Boston vid "Longwood Cricket Club" lagom till mötet som spelades 8-10 augusti 1900. Sommarhettan sägs ha varit tryckande. Amerikanerna vann mötet med 3-0 i matcher. Black spelade en singel mot Davis som han förlorade med 6-4 2-6 4-6 4-6. Han spelade också dubbeln tillsammans med Roper Barrett. Paret förlorade mot Davis/Ward med  4-6 4-6 4-6. Black spelade inte sin avslutande betydelselösa singelmatch mot Whitman på grund av ett kraftigt åskväder som omöjliggjorde spel. Britterna klagade efter mötet på ojämna tennisbanor, ospänt nät och usla bollar.